# 乔治·古拉克
乔治·朱利叶斯·古拉克（英語：George Julius Gulack，1905年5月12日—1987年7月27日），美国男子竞技体操运动员。他曾代表美国获得1932年夏季奥运会体操比赛男子吊环金牌。他于1987年在博卡拉頓去世。